# 石川総氏
石川 総氏（いしかわ ふさうじ）は、江戸時代前期の旗本。総氏系石川家は三河国額田郡保久村（現愛知県岡崎市保久町字中村）に陣屋が置かれたことから保久石川家（ほっきゅういしかわし）とも呼ばれ、その家系は明治維新まで旗本家として続いた。

## 生涯
寛永3年（1626年）下総国佐倉藩主となった石川忠総の七男として誕生。母は堀尾吉晴の娘。
寛永13年3月25日（1636年4月30日）将軍徳川家光に拝謁し、寛永18年8月（1641年9月）家光の嫡男徳川家綱誕生の後家綱に仕える。家綱加冠の儀に際し、総氏は末広（扇）を持ち供奉したことが記録されている。
正保2年（1645年）従五位下市正に叙任。慶安3年12月（1651年2月）父忠総が死去した翌年の慶安4年4月4日（1651年5月23日）に父遺領の内より三河国額田郡･加茂郡の内で3千石が分与された。延宝5年4月（1677年5月）小姓頭を拝命、延宝8年5月（1680年6月）家綱逝去後の天和2年4月（1682年5月）上野国・下野国内で1千石の加増を受けた。
貞享4年11月（1687年12月）職を辞し旗本寄合席に列する。元禄8年7月（1695年8月）病により致仕し、家督を嫡男である総昌に譲り剃髪した。
元禄15年1月2日（1702年1月29日）築地萬年橋の屋敷にて死去した。